# Џон Артур Џарвис
Џон Артур Џарвис (енгл. John Arthur Jarvis; Лестер; 24. фебруар 1872 — Лондон 9. мај 1933) је био енглески пливач на преласку XIX у 20. век, двоструки олимпијски победник на Летњим олимпијским играма 1900. у Паризу.
Џарвис је живео у Лестеру и радио као молер. Био је члан пливачког клуба Лестер и као пливач био веома талентован. Иако је био специјалиста за дуге стазе, успешно се бавио и скоковима у воду и ватерполом. Штавише, он је увек покушавао да побољша свој стил пливања па је и запослен као спасилац.
На Летњим олимпијским играма 1900. у Паризу, постао је победник у дисциплинама 1.000 и 4.000 м слободно. Џарвис је био пријављен као члан британске екипе, која је освојила титулу у ватерполу. Није извесно да је заправо учествовао у овом такмичењу, поготово јер није био члан клуба „Озборн Пливачки клуб Манчестер“. У званичном списку добитника медаља МОК, није на листи медаља у ватерполу, него само у пливању. Према историчару олимпијских игара Малону, у саставу победничке екипе у ватерполу било је још пет играча, а међу њима је био и Џарвис. На сајту „Олимпик спорта“ стоји да је Џарвис освојио укупно три златне медаље, две у пливању и једну у ватерполу.
Две године касније, у овај стил, тренирајући са професионалним британским пливачем Joey Nuttall, додао је специфичан покрет ногу, назван Џервис-Нуталов ударац. Са овим стилом, освојио је 1902. у Берлину Kaiserpreis. Освојени трофеј није могао однети у Енглеску, па је у замену добио слику.
Трошкови путовања у Сент Луис, где су одржане Летње олимпијске игре 1904., били су веома високи и представљали су један од разлога зашто је Британија послала само три такмичара. Џарвис је још увек био међу најбољим пливачима на свету, имао је добре шансе за освајање медаља. Ипак није отпутовао, јер су на те Олимпијске игре отишла тројица атлетичара.
Учествовао је на Олимпијским међуиграма 1906. у Атини у три пливачке дисциплине и освојио три медаље: сребрну у пливању на 1. миљу и две бронзане на 400 метара и штафети 4 х 250 метара, све слободном стилом. Ове медаље нису признате од стране Међународног олимпијског комитета (МОКа).
Џарвис је освојио 108 титула у својој каријери. Многе од њих су носиле назив светски првак, али у време различитих спортских организација, које не одговарају званичним спортским данас познатим титулама. Победио је у 28 британских првенстава у пливању и једном националном првенству у роњењу у дужину 1904. резултатом од 22,98 метара.
Држао је више светских рекорда, али они тада нису били признати као званични. 
Џарвис је учествовао и на Летњим олимпијским играма 1908. у Лондону. Такмичио се у дисциплини слободног пливања на 1.500 метара, али није успео да се пласира у финале.
За своје резултате и допринос развоју пливачког спорта 1968. примљен је у Међународну кућу славних водених спортова.